# はじめてのおいしゃさん
『はじめてのおいしゃさん』は、2002年4月26日にZEROより発売されたアダルトゲームである。はじめてのおるすばんの続編であり、はじいしゃと略される。

## 概要
メイドフェチの主人公の病院に訪れる双子の少女を診察した上で、ひたすら性行為を行うというストーリーで、前作の作風を継承している。
2005年（平成17年）10月14日、画面解像度を 800×600 に変更し、供給媒体をDVD-ROMにした『はじめてのおいしゃさん～りにゅーある～』が発売されている。
また、2010年（平成22年）12月16日にDVDPG版が発売されており、本作についても前作同様「たてすじの殿堂2」と銘打っている。なお、DVDPG版でのスリーサイズ表記は、『はじめてのおてつだい』と同様、「ぺったんこ／ほそい／うすい」で表されている。

続編として『ななみとこのみのおしえてA・B・C』『はじめてのおてつだい』が発売されている。
2016年（平成28年）には『はじめてのおるすばん』『はじめてのおてつだい』とともにアニゲマよりAndroid版の配信が開始された。
なお、本作の登場キャラクターはシルバーブリッツのカードゲーム、Lyceeに参戦しており、VisualArt's1.1などに収録されている。

## キャラクター
※ 声優は非公開。以下には『ななみとこのみのおしえてA・B・C』のインターネットラジオならびにドラマCDでのキャストを記す。
朝倉 ゆうな（あさくら ‐ ）
声優：天天
双子の姉。おとなしくてのんびり屋さん。普段よくボーっとしている。
5月17日生まれ、血液型A型
身長：132cm、体重：27kg、3サイズ：62/52/66
朝倉 まいな（あさくら ‐ ）
声優：佐々木あかり
双子の妹。ちょっと気が強くて活発な女の子。好奇心が旺盛。
5月17日生まれ、血液型A型
身長：133cm、体重：29kg、3サイズ：63/52/67
上村 雅文（うえむら まさふみ）
声優：森川明大
主人公。町で小さな診療所を営む開業医。

## 主題歌
- オープニングテーマ
  - 『恋のしょほうせん』
  - 作詞：うさみばにら
  - 作・編曲：おおしまとしひこ
  - 歌：ましろゆき

## スタッフ
- ZEROの基本方針として、スタッフは非公開となっているが、それを逆手に取ってスタッフロールにモザイク処理をかけて表示した事が話題になった。